# Provincia di Sarangani
Sarangani è una provincia filippina nell'isola di Mindanao, nella regione di Soccsksargen. Il suo capoluogo è Alabel.

## Storia
Creata con atto n. 7228 del 16 marzo 1992 che determinò la separazione di questo territorio da quello di South Cotabato.

## Geografia fisica
Nella parte più meridionale dell'isola di Mindanao, è formata da due territori distinti separati in corrispondenza della baia di Sarangani, dalla presenza della città di General Santos appartenente alla provincia di South Cotabato. Il territorio ad ovest è stretto tra la provincia di South Cotabato e il Mare di Celebes, quello ad est si sviluppa in direzione nord-sud e confina con il Davao del Sur ad est e con South Cotabato e il Mare di Celebes ad est.

## Geografia antropica

### Suddivisioni amministrative
La provincia di Sarangani comprende 7 municipalità.
- Alabel
- Glan
- Kiamba
- Maasim
- Maitum
- Malapatan
- Malungon